# 郡上市立西和良中学校
郡上市立西和良中学校（ぐじょうしりつ　にしわらちゅうがっこう）は、かつて岐阜県郡上市に存在した公立中学校。

## 概要
- 校区は八幡町美山、八幡町入間、八幡町洲河であり、旧・郡上郡西和良村に該当する。西和良小学校の児童が進学していた。
- 2011年、和良中学校と統合。郡上東中学校の新設により廃校。
- 校舎（木造2階建・1956年完成）は西和良小学校と同じ敷地に存在し、2016年頃取り壊された。

## 沿革
- 1947年（昭和22年）4月 - 郡上郡西和良村に西和良村立西和良中学校として開校。西和良小学校の校舎の一部を仮校舎とする。
- 1949年（昭和24年） - 新築移転。
- 1954年（昭和29年）12月15日 - 八幡町、川合村、口明方村、相生村、西和良村が合併し、八幡町が発足。同時に八幡町立西和良中学校に改称する。
- 1956年（昭和31年） - 新築（木造2階建）移転。
- 2004年（平成16年）3月1日 - 八幡町、大和町、白鳥町、和良村、高鷲村、美並村、明宝村が合併し、郡上市が発足。同時に郡上市立西和良中学校に改称する。
- 2011年（平成23年）3月 - 統合により廃校。